# Griveta canyella
El griveta canyella (Catharus fuscescens) és una espècie d'ocell de la família dels túrdids (Turdidae) que habita boscos decidus, mixtes i de ribera, criant al sud del Canadà i nord dels Estats Units, i passant l'hivern al Brasil.